# 竹下禮奈
竹下禮奈（7月20日—）是日本的女性聲優，鹿兒島縣出身。血型A型。LEOPARD STEEL所屬。

## 人物
松濤Actors Gymnasium的18期生，畢業之後加入LEOPARD STEEL。
興趣與特技是跳舞、觀賞電影、背完全部劇本、唱歌，擁有水肺潛水的證照。

## 演出作品
※粗體字為主要角色。

### 電視動畫
2013年
- 戀曲寫真
- BROTHERS CONFLICT（觀眾C）

2014年
- Z/X IGNITION
- 我們大家的河合莊（女子A）
- 普通女高中生要做當地偶像（三日月陽子）
- Persona4 the Golden ANIMATION

2015年
- 歌之王子殿下♪真愛革命（通行人）
- 其實我是（男孩子）
- 魔鬼戀人 MORE,BLOOD（女學生）
- 槍與面具（小學生男子們、金剛寺的小孩們）
- 小森拒不了！（大谷九郎[3]）

2016年
- 爆音少女！！（女學生A）
- 線上遊戲的老婆不可能是女生？（女子A、女僕A）
- 小桃小栗 Love Love物語（宇佐美育繪[4]）
- 我太受歡迎了，該怎麼辦？（人影）

### 網路動畫
2016年
- 小桃小栗 Love Love物語（宇佐美育繪[5]）

#### RADIO DRAMA
- 義風堂堂！！兼續與慶次

### OVA
- 我們大家的河合莊 特別篇「初次的」（圖書委員）※BD、DVD7卷收錄

### 遊戲
2015年
- 真劍少女！！（大包平長）

### 外語配音
- 冰雪女王 新的旅程

### 廣播劇CD
- 戰國SAKURA騒動記（律）

## 外部連結
- 事務所官方簡歷 （页面存档备份，存于）（日語）
- Reiny Land ♪ （页面存档备份，存于）（日語）
- 竹下禮奈的X（前Twitter）（日語）